# Cnidoscolus ceballosii
Cnidoscolus ceballosii är en törelväxtart som beskrevs av Francisco Javier Fernández Casas. Cnidoscolus ceballosii ingår i släktet Cnidoscolus och familjen törelväxter. Inga underarter finns listade i Catalogue of Life.